# Sorelle Brontë

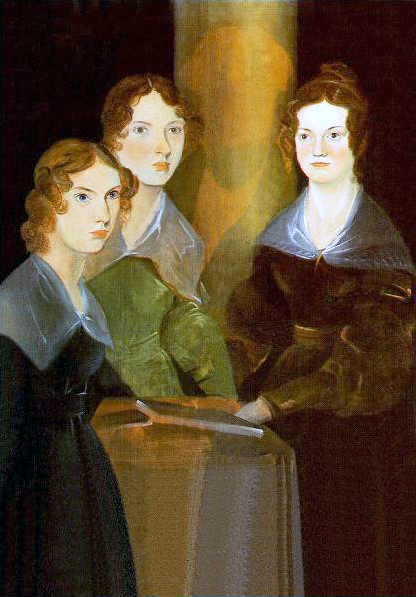
Le tre sorelle Anne, Emily e Charlotte Brontë ritratte dal fratello Patrick Branwell

Le sorelle Brontë (IPA: [ˈbɹɒnti, -eɪ]) sono un trio di scrittrici e poetesse vittoriane della prima metà dell'Ottocento, famose per aver pubblicato romanzi che conobbero, o in vita o postumi, largo successo di critica.
Le tre sorelle furono:
- Charlotte Brontë (1816-1855), sorella maggiore, autrice di Jane Eyre e altri 3 romanzi;
- Emily Brontë (1818-1848), sorella di mezzo, autrice di Cime tempestose;
- Anne Brontë (1820-1849), sorella minore, autrice di La signora di Wildfell Hall e Agnes Grey.[2]

## Pseudonimi
Per timore che le loro opere fallissero per i pregiudizi che allora esistevano nei confronti delle donne, le tre sorelle si firmarono con uno pseudonimo maschile, che mantenesse però le iniziali dei loro nomi: Charlotte scelse Currer Bell, Emily preferì Ellis Bell, mentre Anne decise per Acton Bell. Mentre la critica subissò di elogi e complimenti Jane Eyre, si spaccò in occasione della recensione di Cime tempestose che, paradossalmente, è oggi il più noto (e da cui furono ricavate varie opere correlate, tra cui tre pellicole cinematografiche e la canzone Wuthering Heights della cantante britannica Kate Bush). La signora di Wildfell Hall, che fugge da un matrimonio infelice, era un argomento sbagliatissimo secondo Charlotte, che era l'agente letterario di Anne. Le accurate descrizioni della brutalità e dell'alcolismo e il linguaggio deplorevole utilizzato non vengono apprezzati dalla critica.

## Origine del cognome
L'origine del loro cognome, Brontë, può essere indirettamente ricondotto alla cittadina siciliana di Bronte. In particolare, il padre delle scrittrici Patrick Prunty (o Brunty o forse O'Prantee), nativo della contea irlandese di Down e studioso autodidatta, nutriva una grande ammirazione per l'ammiraglio Horatio Nelson, che era stato insignito del titolo di duca di Bronte da re Ferdinando III di Sicilia. A un certo punto il padre decise di modificare il suo cognome in Brontë, con la dieresi sopra la e, affinché gli inglesi capissero che il nome avesse due sillabe. Il nome Brontë appariva più aristocratico, risentiva meno del retroterra povero irlandese da cui proveniva la famiglia e soddisfaceva la sua ammirazione per l'ammiraglio Nelson. Così nel 1802 Patrick si firmò con il nome Nelson's hero (l'eroe di Nelson).

## La famiglia
Il padre, ammesso all'esclusiva università di Cambridge nel 1802, nel 1806 fu ordinato pastore, e nel 1812 sposò Maria Branwell, giovane nativa di Penzance in Cornovaglia, autrice a sua volta di alcuni poemetti e testi religiosi. Dall'unione nacquero sette figli: Maria, Elizabeth, Charlotte, Branwell, Emily Jane e Anne. Le due figlie maggiori, Maria ed Elizabeth, morirono di tubercolosi all'età rispettivamente di undici e dieci anni, dopo alcuni mesi trascorsi nel pensionato religioso di Cowan Bridge, una scuola per figlie di ecclesiastici che anni dopo sarà descritto come la "Lowood School" nel romanzo di Charlotte, Jane Eyre.
Tutti i quattro giovani Brontë superstiti morirono in giovane età: Branwell, uomo di notevole talento ma vittima di una profonda depressione aggravata dall'alcolismo e dall'abuso di oppio e laudano, fu vittima di una crisi di delirium tremens il 24 settembre 1848 (anche se il certificato medico indica la causa di morte come "bronchite").
Emily, ormai malata di tubercolosi in fase terminale, morì tre mesi dopo, il 19 dicembre 1848, seguita a sei mesi di distanza da Anne, il 28 maggio 1849, che si era invano recata assieme a Charlotte presso la cittadina marittima di Scarborough nella speranza di trarne giovamento per la propria salute.
L'unica superstite, Charlotte, riuscì a ultimare altri tre romanzi Il professore, Villette e Shirley e a curare la seconda edizione delle opere delle due sorelle, delle quali contribuì a stendere una breve biografia. Charlotte Brontë morì a trentanove anni, il 31 marzo 1855 poco dopo le nozze con il coadiutore della parrocchia paterna, probabilmente per le complicazioni dovute a una gravidanza.